# Veréce
Veréce település Ukrajnában, Kárpátalján, a Beregszászi járásban.

## Fekvése
Nagyszőlőstől keletre, a Nagy-ág patak közelében, Rakasz és Királyháza közt fekvő település.

## Története
Veréce és környéke már az őskorban is lakott hely volt a Veréce és Királyháza környékén talált pattintott kőszerszámok is bizonyítanak.
1910-ben 961 lakosából 81 magyar, 152 német, 682 ruszin volt. Ebből 65 római katolikus, 717 görögkatolikus, 156 izraelita volt.
A trianoni békeszerződés előtt Ugocsa vármegye Tiszántúli járásához tartozott.

## Közlekedés
A települést érinti a Bátyú–Királyháza–Taracköz–Aknaszlatina-vasútvonal.